# Маркизат Чева
Маркизат Чева (итал. Marchesato di Cheva) был небольшим независимым государством на северо-западе Италии, расположенным у подножия Апеннин, со столицей в Чеве, на территории, которая сейчас является частью Пьемонта.

## История
Маркизат был создан в 1125 году после смерти Бонифация дель Васто из рода Алерамичи, а его сын Ансельмо стал первым маркизом новообразованного государства. Впоследствии он приобрел часть провинции Клавесана у своего брата Уго, но после смерти Ансельмо Чева (переданная его сыну Гульельмо) снова была отделена от Клавесаны, которая перешла к другому сыну Бонифачо.
Маркизат был разделен на несколько мелких государств между Гульельмосом, и его состояние начало приходить в упадок. Таким образом, маркизу Джорджио Нано пришлось подчиниться все более могущественной коммуне Асти, которая ранее помогала маркизу Гульельмо II в расширении его территорий в 12 веке. Ещё больше ослабленный внутренними раздорами, маркизат подчинился Амадею V Савойскому 22 февраля 1313 года. Во время войн между маркизатами Салуццо, Монтеферрата и Анжу-Сицилийским домом, Чева присягнула на верность Иоанну II Монферратскому. В 1352 году Маркизат Чева был завоеван Висконти из Милана. в 1356 Висконти были отброшены.